# Batson (Texas)
Batson ist eine nicht rechtsfähige Siedlung die unmittelbar am State Highway 105 im Südwesten von Hardin Country des US-Bundesstaats Texas liegt.
Die Siedlung wurde ursprünglich um 1840 von den Brüdern Batson gegründet. Später bauten sie eine Kirche, die auch als Schule diente.
Im Oktober 1903 wurde ein Ölfeld im Norden der Stadt entdeckt, und bald darauf  nahm die Bevölkerung rasch zu und es entstanden Geschäfte, Hotels und Gaststätten. In den 1920er Jahren wurde die Ölförderung im Batson Dome Field zurückgefahren, was in der Bevölkerung einen Rückgang von rund 10.000 auf etwa 600 Einwohner bedeutete. Im März 1935 durch eine weitere Ölfeld-Entdeckung nahm die Bevölkerungsanzahl wieder leicht zu,  aber im Laufe der nächsten Jahrzehnte sank die Einwohnerzahl wieder. Alte Karten aus dem Jahr 1936 zeigen noch zwei Kirchen, zwei Läden, eine Schule und das Postamt in der Gemeinde.  Von 1950 bis 1970 sank die Bevölkerung auf rund 200 Einwohner. Im Jahre 2000 waren noch 140 Einwohner verzeichnet.
Heute gehört die Siedlung Batson zu der rund 30 Kilometer entfernten Stadtverwaltung von Beaumont.